# Міртіс з Антедону

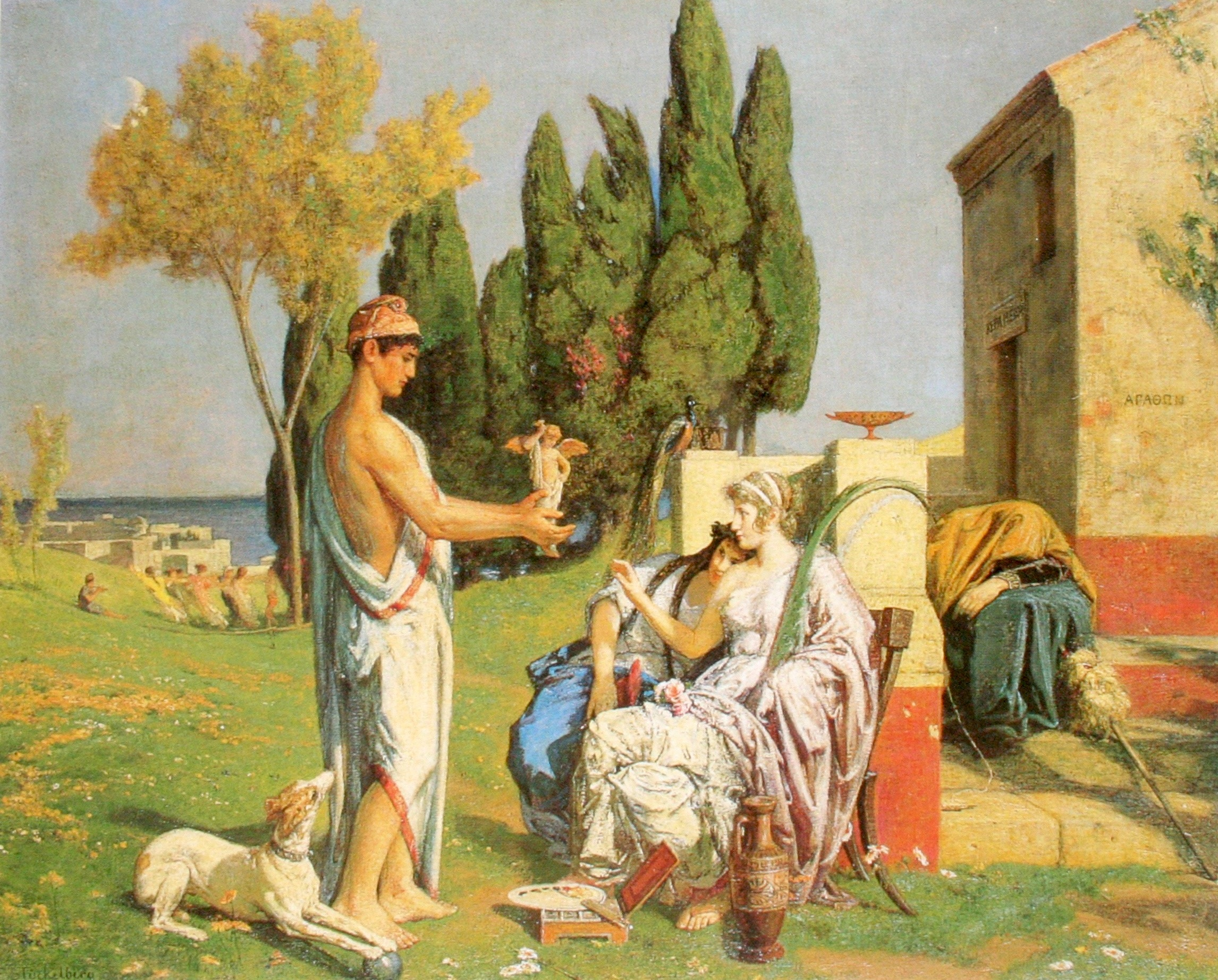
Міртіс і Корінна з гончарем Агатоном, художник Ернест Штекельберг, 1897 рік

Міртіс з Антедону (також Миртіда; дав.-гр. Μύρτις; VI—V ст. до н. е.) — давньогрецька поетеса, вважається вчителем Піндара з Фів і Корінни з Танагри. Вчені вважають, що вона була першою в лінії ліричних поетів, які вийшли з району Беотії (Антедон був невеликим містом в Беотії, яке примикало до Аттики на північному заході).
Усе, що відомо про поезію Міртіс, це прозовий парафраз Плутарха (самого беотійця) одного з її віршів ( Грецькі питання 40). Плутарх цитує Міртіс як джерело історії, яке пояснювало, чому жінкам було заборонено ступати в священний гай, присвячений місцевому герою Євносту, у беотійському місті Танагра. Очевидно, вірш Міртіс розповідав про те, як жінка на ім’я Охна, двоюрідна сестра Євноста, була відкинута ним, і в пориві гніву та розпачу через своє нерозділене кохання вона сказала своїм братам, що Євност зґвалтував її, після чого вони вбили Євноста, але були потім схоплені своїм батьком. Охна, жаліючи братів, зізналася в брехні; їм дозволили виїхати на заслання, а Охна покінчила життя, стрибнувши зі скелі.
Відповідно до «Суди», Антипатр Фессалонікський назвав Міртіс «милозвучною», а Корінна — «ніжноголосою». Антипатр Фессалонікський включив її до свого канону дев’яти поетес. Одночас, Корінна також критикувала Міртіс, як жінку, за те, що вона ризикнула змагатися з Піндаром. Татіан, мандрівний ритор і християнський апологет 2-го століття нашої ери, сказав ( Проти греків 33), що бронзову статую Міртіс виготовив скульптор Боіскус.